# Heliofísica

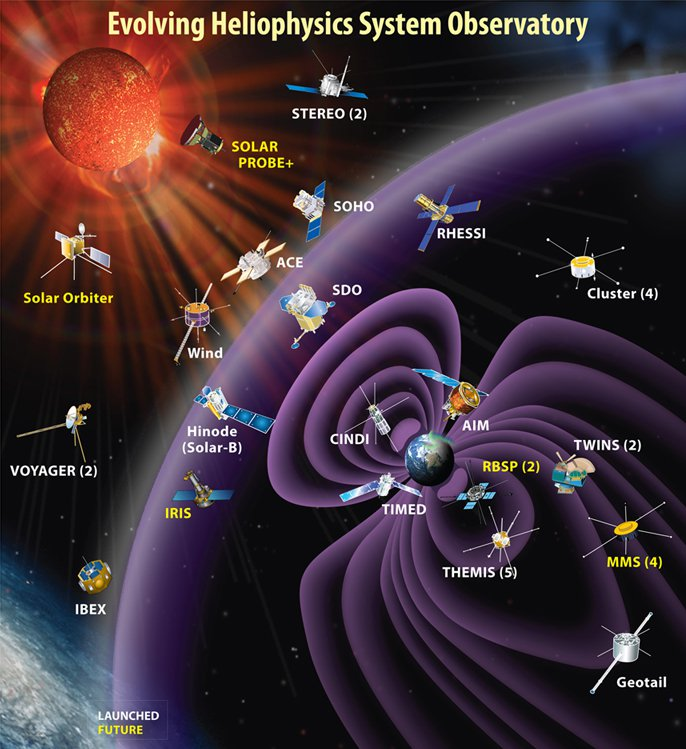
Misiones actuales y futuras del Observatorio del Sistema de Heliofísica en sus regiones de estudio aproximadas.

La heliofísica es la ciencia de las conexiones físicas entre el Sol y el sistema solar (del prefijo "helio", del griego ático hḗlios, sobre el Sol y sus alrededores; y el sustantivo "física", la ciencia de la materia y la energía y sus interacciones). La NASA define heliofísica como: 
1. el nuevo término integral para la ciencia del Sol - Conexión del Sistema Solar
2. la exploración, descubrimiento y comprensión del entorno espacial de la Tierra
3. la ciencia del sistema que une todos los fenómenos vinculados en la región del cosmos influenciada por una estrella como nuestro Sol. La heliofísica se concentra en el Sol y sus efectos en la Tierra, los otros planetas del sistema solar y las condiciones cambiantes en el espacio. La heliofísica estudia la magnetosfera, ionosfera, termosfera, mesosfera y la atmósfera superior de la Tierra y otros planetas. La heliofísica combina la ciencia del Sol, la corona, la heliosfera y el geoespacio. La heliofísica abarca los rayos cósmicos y la aceleración de partículas, el clima espacial y la radiación, el polvo y la reconexión magnética, la actividad solar y los campos magnéticos estelares, plasmas aeronáuticos y espaciales, campos magnéticos y cambio global, y las interacciones del sistema solar con nuestra galaxia".

Antes de aproximadamente 2002, el término heliofísica se usaba esporádicamente para describir el estudio de la "física del Sol". Como tal, fue una traducción directa del francés "heliofísica". Alrededor de 2002, Joseph M. Davila y Barbara J. Thompson en el Centro de Vuelo Espacial Goddard de la NASA adoptaron el término en sus preparativos de lo que se conoció como el Año Heliofísico Internacional (2007-2008), después de 50 años después del Año Geofísico Internacional; Al adoptar el término para este propósito, ampliaron su significado para abarcar todo el dominio de influencia del Sol. Como uno de los primeros defensores del significado recientemente ampliado, George Siscoe ofreció la siguiente caracterización: 
 "La heliofísica [abarca] la ciencia ambiental, un híbrido único entre meteorología y astrofísica, que comprende un conjunto de datos y un conjunto de paradigmas (leyes generales, tal vez aún sin descubrir) específicos para plasmas magnetizados y neutros en la heliosfera que interactúan con ellos mismos y gravitan cuerpos y sus atmósferas". 
Alrededor de 2007, Richard R. Fisher, entonces Director de la División de Conexiones Sol-Tierra de la Dirección de Misiones Científicas de la NASA, fue desafiado por el administrador de la NASA para que inventara un nombre nuevo y conciso para su división que "mejor terminara en 'física'". Propuso la "División de Ciencia de Heliofísica", que ha estado en uso desde entonces. La División de Ciencia de Heliofísica usa el término 'heliofísica' para denotar el estudio de la heliosfera y los objetos que interactúan con ella, especialmente atmósferas planetarias y magnetosferas, la corona solar y el medio interestelar. 
La investigación heliofísica se conecta directamente a una red más amplia de procesos físicos que naturalmente expanden su alcance más allá de la definición inicial limitada que lo limita al sistema solar: la heliofísica va desde la física solar hasta la física estelar en general, involucra varias ramas de la física nuclear, física del plasma, física espacial y física magnetosférica. La ciencia de la heliofísica se encuentra en la base del estudio del clima espacial, y también está directamente involucrada en la comprensión de la habitabilidad planetaria. Esta multitud de conexiones entre la heliofísica y las ciencias (astro) físicas se explora en una serie de libros de texto sobre heliofísica desarrollados durante más de una década de las  Escuelas de Verano financiadas por la NASA para investigadores de carreras tempranas en la disciplina.